# Michael Mallory
Michael Anthony Mallory II (Waterbury, Connecticut 8 de febrero de 1994) es un jugador de baloncesto estadounidense, que pertenece a la plantilla del Höttur Egilsstaðir. Con 1.88 metros de altura, juega en la posición de alero.

## Trayectoria
Debutó como profesional en el Zrinjski Mostar de la Liga de baloncesto de Bosnia y Herzegovina.
El 5 de octubre de 2017 ficha por el Blokotehna Gevgelija, equipo macedonio participante en la Liga Internacional de Baloncesto de los Balcanes (BIBL). En enero de 2018 cayó lesionado y estuvo alejado de las pistas el resto de la temporada.
El 5 de enero de 201 ficha por el Höttur Egilsstaðir de la Domino's deildin islandesa.

## Clubes
- Zrinjski Mostar (2017)
- Blokotehna Gevgelija (2017-2018)
- Bosna Royal (2018-2019)
- Novi Pazar (2019-2020)
- Höttur Egilsstaðir (2021-actualidad)